# Metamorphoze 〜メタモルフォーゼ〜
「Metamorphoze 〜メタモルフォーゼ〜」は、Gacktが発表した楽曲、及び同曲を収録したシングル。通算22枚目のシングルである。

## 概要
- 前作「BLACK STONE」から、わずか1か月後にリリースされ、2か月連続のシングルリリースとなった。熱烈なガンダムファンでもあるGacktであるが、友人である富野由悠季から直接依頼を受け、制作に至ったという。
- CD+DVDの初回限定生産盤とCDのみの通常盤の2形態が同時発売されている。初回限定生産盤はガンダムとキャラクターの絵が配されたリバーシブルジャケットとなり、特典のDVDには富野との対談や映画の予告編が納められている。また、通常版もジャケットはGacktがジオン公国風のコスプレをしたものとなっている。

## 収録曲

### CD
1. Metamorphoze 〜メタモルフォーゼ〜
  - 作詞・作曲：Gackt.C

松竹系劇場版アニメ映画『機動戦士Ζガンダム A New Translation -星を継ぐ者-』オープニングテーマ
PVはGacktが当該劇場作品に登場するモビルスーツのそれを模したコクピット内の全天周囲モニター・リニアシートでの映像になっている。
2. 君が待っているから（Remix）
  - 作詞・作曲：Gackt.C

松竹系劇場版アニメ映画『機動戦士Ζガンダム A New Translation -星を継ぐ者-』エンディングテーマ
4thアルバム『Crescent』からのシングルカットで、リカットにあたり、リミックスを施して収録されている。
3. Metamorphoze 〜メタモルフォーゼ〜（Instrumental）
4. 君が待っているから（Remix）（Instrumental）

### 初回限定盤 DVD
1. Metamorphoze 〜メタモルフォーゼ〜 PV
2. Special Talk with 富野由悠季総監督
3. 機動戦士Ζガンダム A New Translation -星を継ぐ者- 劇場予告編

## 収録アルバム
- Crescent (#2、原曲)
- DIABOLOS (#1)
- 0079-0088 (#1)
- THE ELEVENTH DAY 〜SINGLE COLLECTION〜 (#1)